# 札幌市立伏見中学校
札幌市立伏見中学校（さっぽろしりつ ふしみちゅうがっこう）は、北海道札幌市中央区南16条西17丁目にある公立中学校。

## 概要
1961年に、札幌市立啓明中学校と札幌市立柏中学校より独立。藻岩山を望む住宅街に位置する。
開校時に建設された校舎は、内部が3階まで吹き抜け（アトリウム）になっていた。だが老朽化で2005年に解体され、新校舎が建設された。
札幌市教育委員会より社会科教育・視聴覚教育・特別活動などの研究校としての指定を受けた。
また、1981年の北海道とカナダ・アルバータ州の姉妹提携をきっかけに、同州エドモントン市にあるマッケンジー中学校と姉妹校交流を続けていた。(現在は終了)
毎年9月下旬に行われる学校祭は、毎年1つのテーマを設定し、それに沿った様々な部門の発表を2日間に渡って行われている。

## 沿革
- 1961年 - 開校
- 1980年 - 第31回放送教育全国大会会場となり、放送教育賞第2部門・共同研究賞で文部大臣賞
- 1983年 - カナダ・アルバータ州エドモントン市のマッケンジー中学校との交流始まる
- 1987年 - 体育館・格技室等落成記念式典
- 1990年 - 開校30周年記念式典・祝賀会
- 1991年 - 山鼻中学校開校に伴い生徒分離・離別式（3月）
- 2005年 - 新校舎完成

## 教育目標
- 豊かな心を育む
- 自ら学び考える力を高める
- 自律の心と健やかな身体をつくる

## 研究主題
「自ら学び、創造力豊かな生徒の育成」 
副主題： 総合的な学習の時間と教科における評価の在り方
研究の視点：総合的な学習の時間の活用と教科（必修・選択）指導の充実の2点に焦点を当て、指導と評価の一体化を図る。

## 部活動
野球部、サッカー部、男子ソフトテニス部、陸上競技部、男女バスケットボール部、男女バドミントン部、女子バレーボール部、柔道部、合唱部、吹奏楽部、美術部がある。
吹奏楽部は、2019年に全日本吹奏楽コンクール北海道予選で金賞を受賞し、石川県で行われた東日本学校吹奏楽大会に出場した(銅賞受賞)。
合唱部は、吹奏楽部より先に創部したものの、人数不足による廃部と再開を繰り返していたが、
2021年に、NHK全国学校音楽コンクールで道央地区金賞を受賞し全道大会に進出(銅賞入賞)、
同じく2021年に、全日本合唱コンクール北海道支部大会で金賞を受賞し、大分県で行われた全国大会に進出(銅賞入賞)、
また同じく2021年には、こども音楽コンクール北海道代表選考会でも最優秀賞を受賞し全国大会(文部科学大臣賞選考会)に進出した。

男子バレーボール部は1999年に全国大会出場を果たしていたが、人数不足により廃部となっている。
また、部活動ではないが、2015年、2017年、2019年には全国英語弁論大会へ出場している生徒もいる。

非常設の個人種目では、新体操、体操、卓球、水泳、スキー、スケート等で大会に参加する生徒もいる。

## 出身者
- 青山千景(フリーアナウンサー)
- 岡部豪（裁判官）
- 川端絵美（スキー選手）
- 桐野夏生（作家、2年で転校）
- 今敏（漫画家・映画監督、3年で転校）
- 沢向要士（俳優）
- 六代目春風亭柳朝（落語家）
- 砂田毅樹（元プロ野球選手）
- 河野玄太（ミュージシャン）
- 堰八義博（北海道銀行頭取）
- 滝沢聖峰（漫画家）
- 山本理沙（歌手・女優）
- 佐藤聖一郎（政治家）